# Soběslavice
Soběslavice (německy Sebeslawitz) je obec nacházející se na jihovýchodním okraji okresu Liberec v poměrně hustě osídleném okolí Pěnčínska. První písemná zmínka o obci pochází z roku 1371. Obec byla obnovena k 1. září 1990, když se oddělila od sousedního Pěnčína, jehož součástí byla od roku 1980. Žije zde 173 obyvatel. Obec Je členem Euroregionu Nisa a Mikroregionu Jizera.

## Geografie a přírodní poměry
Obec se rozkládá na předělu dvou povodí – Mohelky na severu a Jizery na jihu, v nadmořské výšce kolem 320 m. Území náleží do klimatické oblasti mírně teplé a vlhké, s mírnou zimou. Průměrná roční teplota je 7,3 °C, roční úhrn srážek 650 mm, průměrná délka vegetačního období 150 – 160 dní. Geologické podloží tvoří zpevněné sedimenty svrchně křídového stáří. Zasazena je do okolní členité krajiny, vyznačující se výraznými erozními zářezy vodotečí, jen příležitostně napájených, v závislosti na množství atmosférických srážek. K těm patří především Soběslavický potok, protékající obcí, který v případě prudkých srážek může působit záplavy. Vtéká do Pěnčínského potoka, jenž je pravostranným přítokem Jizery.
V minulosti trpěla obec nedostatkem vody a bývala proto postihována požáry. Celá obec lehla popelem následkem velkého požáru v r. 1705 a z plamenů se těžko vzpamatovávala. Nedostatek vody byl pociťován především v suchých letech, z nichž jsou v kronice obce zaznamenány zejména roky 1868, 1873, 1893 a začátek roku 1895 (v červenci téhož roku naopak silná bouře způsobila zaplavení rokle a cest, které byly přívalem vody vymlety). V takovýchto letech musela být voda dopravována odjinud, někdy až od Jizery. Před zavedením vodovodu byly zdrojem pitné vody studny a studánky. V devatenáctém a počátkem dvacátého století byly studny hlavně u větších statků, obecní pumpa byla v rokli pod školou. V obci i blízkém okolí bylo i několik studánek, dnes většinou zaniklých. Po první světové válce se dohodly sousedící obce a založily tzv. Vodovodní družstvo, které se zasloužilo o výstavbu vodovodu. V první dekádě dvacátého století pak byla vybudována i silnice.
Celková rozloha katastru obce činí 405,2 ha. Podle využití převládají půdy zemědělské (80 %), většinou orná půda, dále zahrady, ovocné sady, louky a pastviny. Přes 12 % tvoří lesní pozemky, necelých 8 % zastavěná území a ostatní plochy. Širší krajina navazuje na jihu na Chráněnou krajinnou oblast Český ráj.

## Historie
Název obce se odvozuje od knížete Soběslava, což však historické záznamy o jeho životě nepotvrzují. Pouze podle legendy se měl tento kníže po zbavení trůnu na počátku 11. století uchýlit do zdejší krajiny, hustě zalesněné s hojností zvěře, a vystavět na území dnešní obce pevný hrad či spíše malou tvrz. Připomínkou této tvrze měla být hluboká studna, která byla zasypána počátkem devatenáctého století (dnes dům č. 9). První písemná zmínka o obci je z r. 1371. Nejdříve byla zřejmě osidlována západní, později východní část rokle kolem které se obec rozkládá. Vzhledem k tomuto uspořádání a dřívějšímu charakteru chalup bývala obec připodobňována k Betlému. Obec i okolní osady přináležely ke svijanskému panství a k farnosti Vlastibořice. Určité historické vazby byly i k farnosti Loukov, spjaté se sychrovským rodem Rohanů.
V okolí obce průběžně vznikaly v historických dobách další osady, jež správně i katastrálně k Soběslavicím náležely. Název sousedních Padařovic je údajně odvozen od kněze Padařova, který žil v okolních lesích jako poustevník kolem r. 1120. Osada Stráňov dostala údajně jméno od vůdců sirotků a táboritů, kteří se zde ukryli po prohrané bitvě u Lipan v r. 1434.
Dějiny devatenáctého století a celý kraj na východ od Soběslavic významně poznamenala Prusko-rakouská válka r. 1866 (bitvy na Jizeře, na Jičínsku, Trutnovsku a u Hradec Králové). Obce se příliš nedotkla, projely zde pouze jednotlivé hlídky rakouských husarů a myslivců. Krvavá bitva se však odehrála v Podolí u nedalekých Svijan.
Novodobá historie se odvíjela v kontextu změn celostátních i celoevropských. Po zrušení vrchnostenských úřadů v r. 1848 a jejich náhradě státní administrativou s oddělenou pravomocí politickou, soudní a berní, patřily Soběslavice pod soudní okres Český Dub. V r. 1890, kdy bylo provedeno k 31. prosinci sčítání lidu v celém Rakousko-Uhersku, žilo v katastru obce Soběslavice 590 lidí. Dle kroniky zde bylo v daném roce 50 stavení (do r. 1853 to bylo 39 stavení). K soudnímu okresu Český Dub Soběslavice náležely až do r. 1938, kdy došlo k podpisu Mnichovské dohody. Obě světové války a následně padesátá léta dvacátého století zasáhly významně do dějin obce. V obou válkách zahynulo několik místních občanů. Padlé z první světové války připomíná pamětní deska u hlavní kaple sv. Jana z r. 1928. V období kolektivizace zemědělství v padesátých letech došlo, jako ostatně i v jiných obcích, k zatýkání a uvěznění největších sedláků (Josef Šimon, František Mařan).

## Pamětihodnosti

### Stavební památky

#### Kaple sv. Jana Nepomuckého
byla vystavěna v r. 1831, a to na náklady obyvatel obce. Kapli zdobí v čelním výklenku umístěná socha sv. Floriana, pocházející zřejmě z počátku 19. století, dále 2 kamenní andělé a váza. Zvon ve věžičce kaple je z r. 1772. Představuje dílo rokokového zvonařství a ulil jej staroměstský zvonař Jan Kristián Schuncke (1720 – 1791). Za první světové války nebyl zvon zrekvírován díky odvaze tří obyvatelek obce, které jej ukryly, takže mohl být po válce znovu do věže vrácen. Za druhé světové války byl zvon v r. 1942 sejmut a odvezen do Prahy na Maniny jako rekviziční válečná záloha. Naštěstí ušel roztavení a byl vrácen na kapli v říjnu r. 1945. V r. 1964 byla kaple vyhlášena kulturní památkou. V devadesátých letech došlo k dvojímu vloupání do kaple a odcizení tamních soch, které byly naštěstí později nalezeny. Zatím jsou uloženy v depozitářích. V r. 1999 bylo rozhodnuto o celkové opravě kaple, která trvala dva roky. V říjnu 2002 byla kaple znovu vysvěcena. V r. 2010 byl na zvon nainstalován péčí obce automatický pohon pro zvonění. Zvon se rozeznívá dvakrát denně, ve 12 a 18 hodin. V kapli jsou jednou až dvakrát do roka slouženy mše s hudebním doprovodem.

#### Kaple U Jáníčka

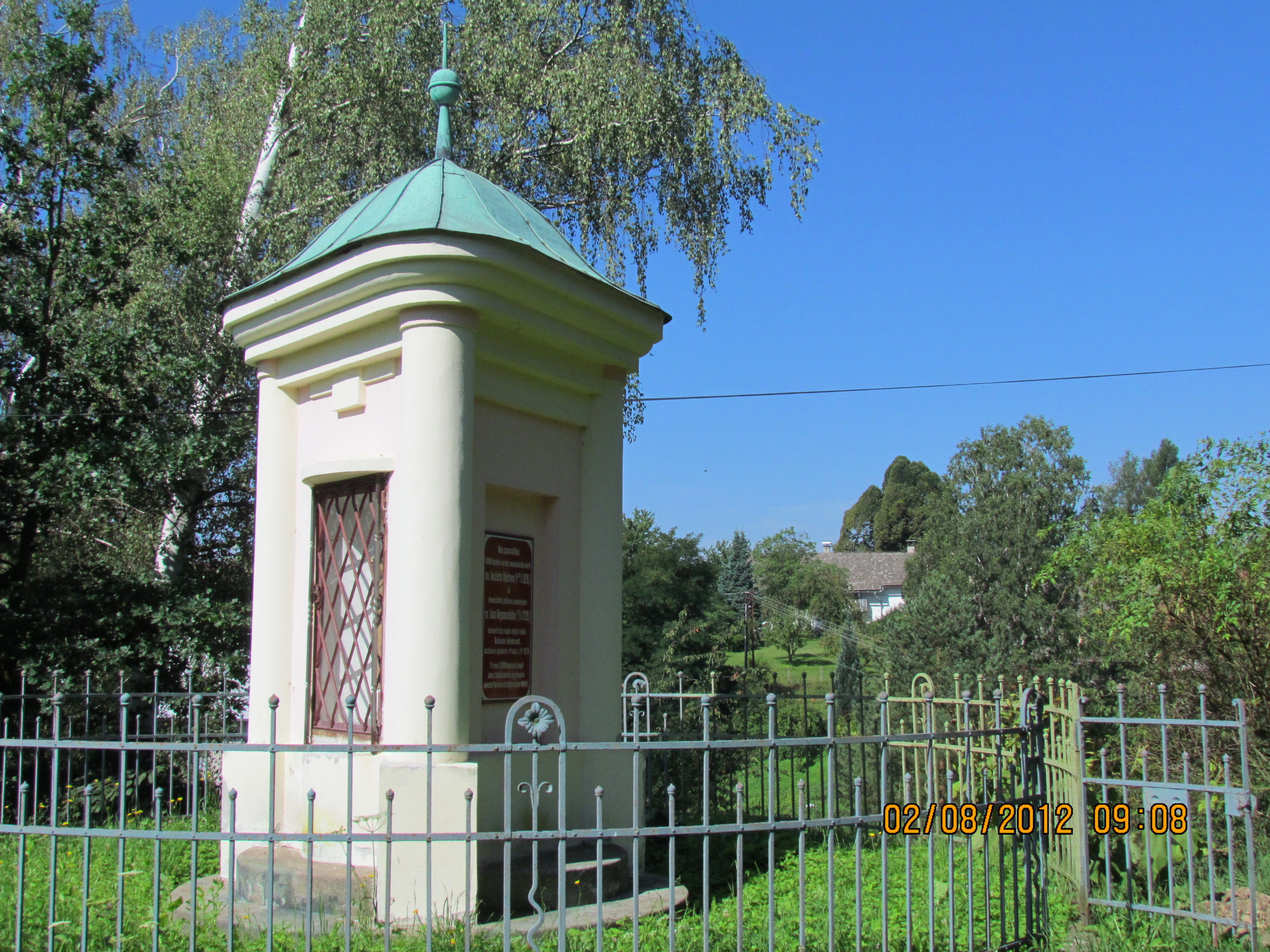
Kaple u Jáníčka

Trojboká stavba pochází původně z r. 1834, údajně vybudována na podnět p. faráře z Vlastibořic, pod které farností Soběslavice v té době patřily. V r. 1929 ji nechal přestavět p. Bohumír Helebrant, duchovní správce v Praze, místní rodák. Stalo se tak při příležitosti tisíciletého výročí mučednické smrti sv. Václava (podle staré liturgie 28.9.929, dle novějších výzkumů 28.9.935) a dvoustého jubilea svatořečení sv. Jana Nepomuckého (19.3.1729). O tom informuje pamětní deska umístěná na jedné ze tří hlavních stěn kaple. Na dvou ostatních byly ve výklencích umístěny sochy sv. Václava a sv. Jana Nepomuckého, které však byly v devadesátých letech dvacátého století odcizeny. Náhradou za ně sem byly později umístěny dřevěné sochy uvedených dvou světců, které vytvořil sochař Ivan Šmíd z Nepřívěce. Kaplička byla péčí obce v r. 2006 celkově opravena, za přispění několika sponzorů a znovu vysvěcena 22. července 2007.

#### Kaple sv. Jana Nepomuckého v osadě Padařovice

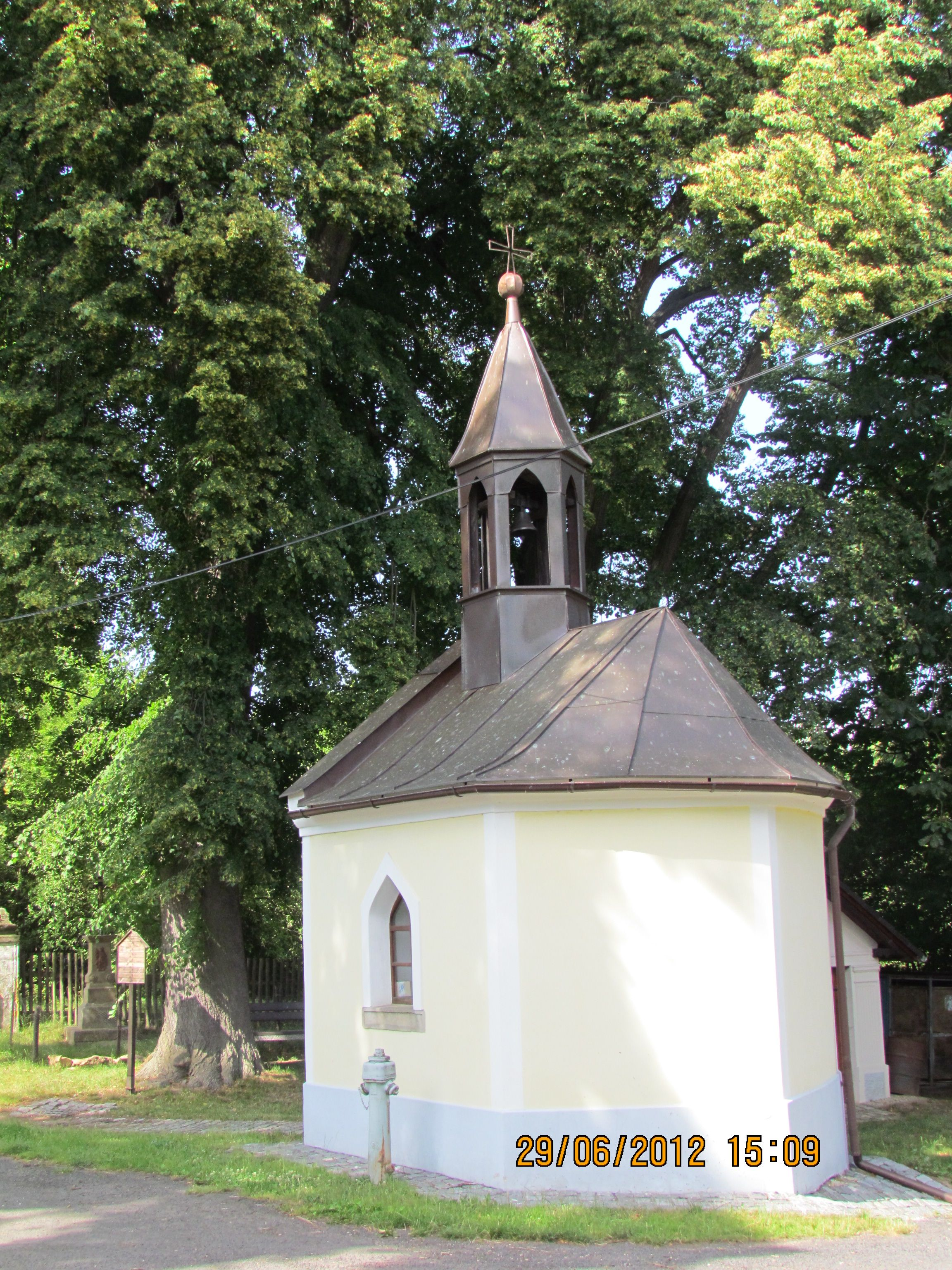
Kaple sv. Jana Nepomuckého v Padařovicích s památnými lipami

Kaple byla vystavěna péčí obce v r. 1865, dnes obklopená památkově chráněnými lipami, samotná stavba ale není památkově chráněna. V období první světové války byl zvon z této kaple zrekvírován. Od padesátých let dvacátého století docházelo k pustnutí kaple a teprve v r. 2004 přistoupila obec k úpravám. V r. 2007 byl ulit nový zvon a 19. července 2008 znovu zavěšen do kopule. Do výklenku nad vchodem do kaple byla 17. dubna 2012 umístěna nová – dřevěná socha sv. Jana Nepomuckého z dílny Ivana Šmída. Dne 8. září 2012 byla kaple znovu vysvěcena.

#### Obytná stavení

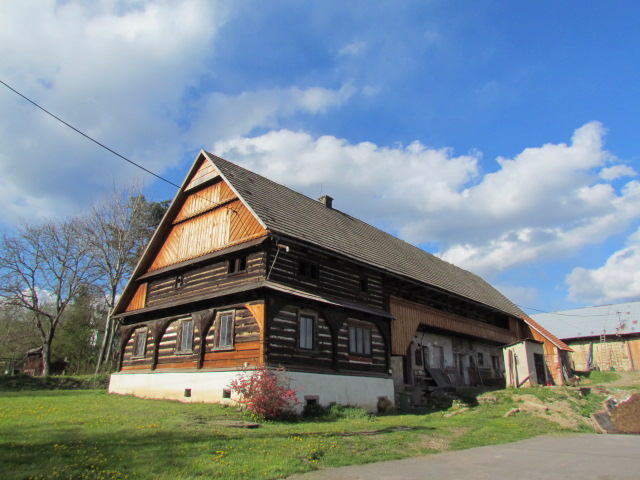
Památkově chráněný statek U Vajsů (původně U Mařanů)

Z původních obytných stavení se mnoho nedochovalo. Památkově chráněný je pouze statek č. 18 – U Mařanů, vystavěný v r. 1844, později zvaný dle nového majitele – dědice U Vajsů (rodina původního majitele Václava Mařana byla v padesátých letech dvacátého století ze statku vystěhována). Řadí se mezi patrové roubené statky s pavlačí a zděnou hospodářskou částí tzv. turnovského typu. V dubnu 1992 byl zapsán do Ústředního seznamu kulturních památek České republiky. Obdobný statek na protější stráni č. 5 (František Mařan) postihla v důsledku jeho havarijního stavu demolice.
K dosud zachovaným selským objektům pojizerského typu, i když památkově nechráněným, patří dům č. 12 - U Tomsů (do r. 2015 udržována Slezákovými, nyní Švandovi), a č. 17 (dnes Vejvodovi). Pouze několik dalších domů má charakter původních poloroubených chalup (v rokli ev.č.3, č. 25) a na východní straně rokle (č. 31).
Tzv.“ besady“, typické pro místní chalupy, se do dnešních dnů již nezachovaly.

#### Škola

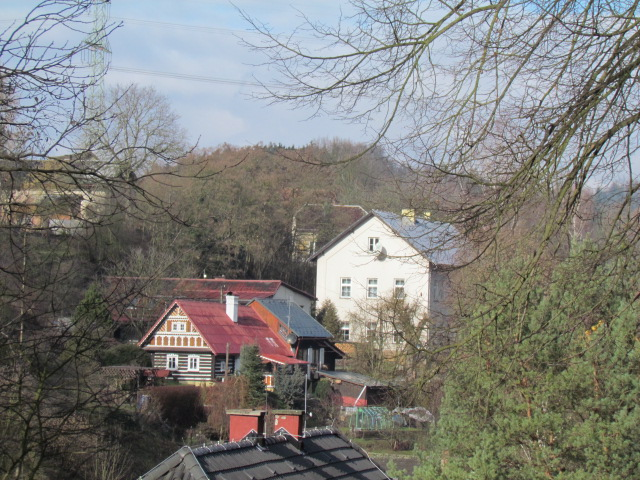
Budova bývalé školy se zachovalou chalupou (Kavanovi)

Budova školy byla vybudovaná v r. 1888, a již v prosinci 1888 zde bylo zahájeno vyučování (do té doby probíhalo základní vyučování v některých chalupách). Vyučovalo se zde až do padesátých let dvacátého století. Dnes sídlí v budově obecní úřad, dále je zde obecní knihovna, klub místního sboru dobrovolných hasičů a v největší místnosti jsou pořádány příležitostné kulturní akce.

#### Hřbitov
Místní hřbitov byl vybudován ve třicátých letech dvacátého století tehdejšími obyvateli obce a na jejich náklady, na pozemku darovaném panem Šimonem (do té doby se pohřbívalo na hřbitově ve Vlastibořicích). Dnes je hřbitov zařazen do kategorie kulturního dědictví venkova jakožto atraktivní kulturní prvek vesnice. Ohraničuje ho ohradní zeď z cihlového zdiva s kovovými a zděnými výplněmi polí. Péčí obce byla provedena celková oprava v r. 2009.

### Přírodní památky a zajímavosti

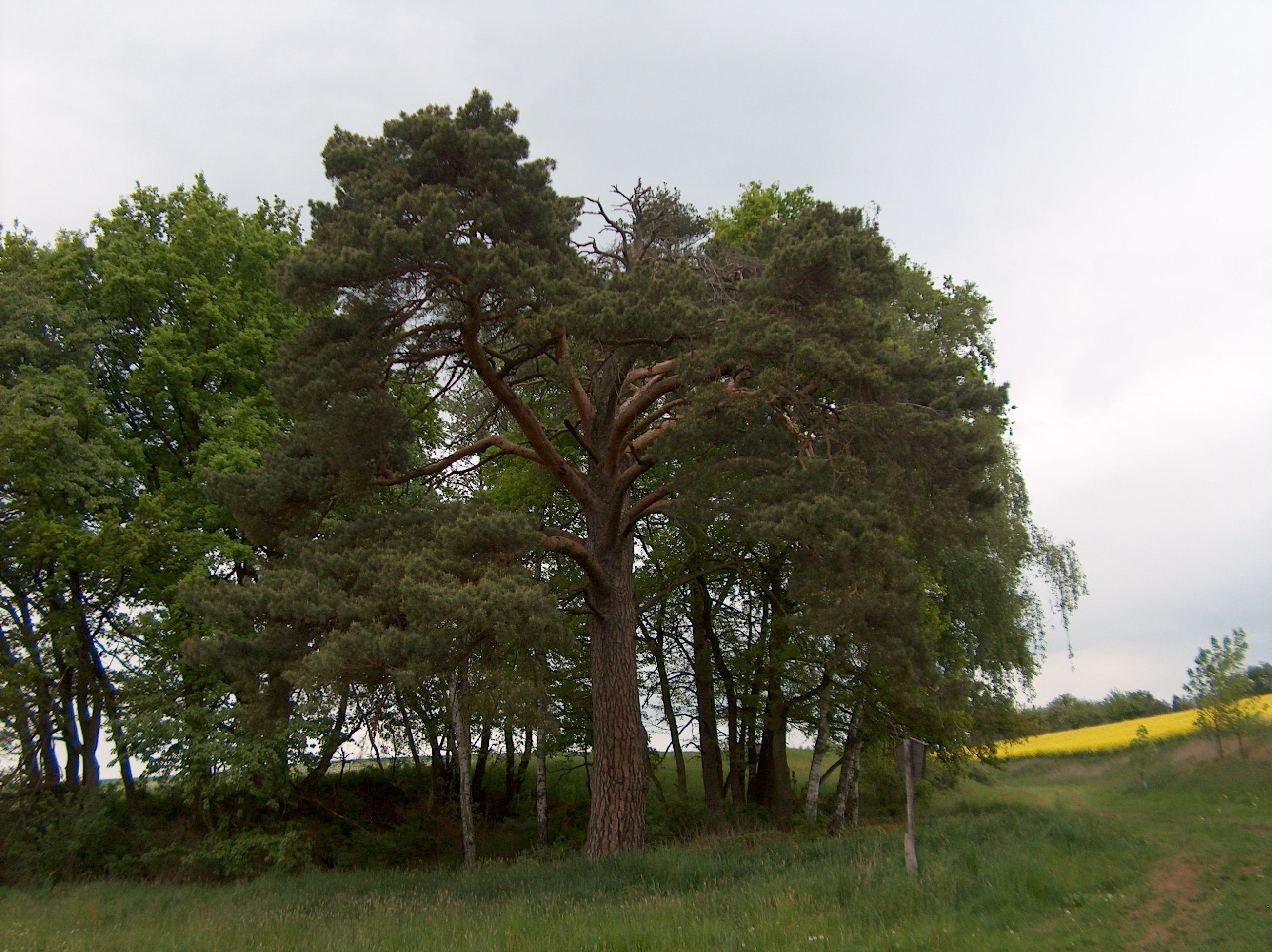
Šimonova borovice – památný strom

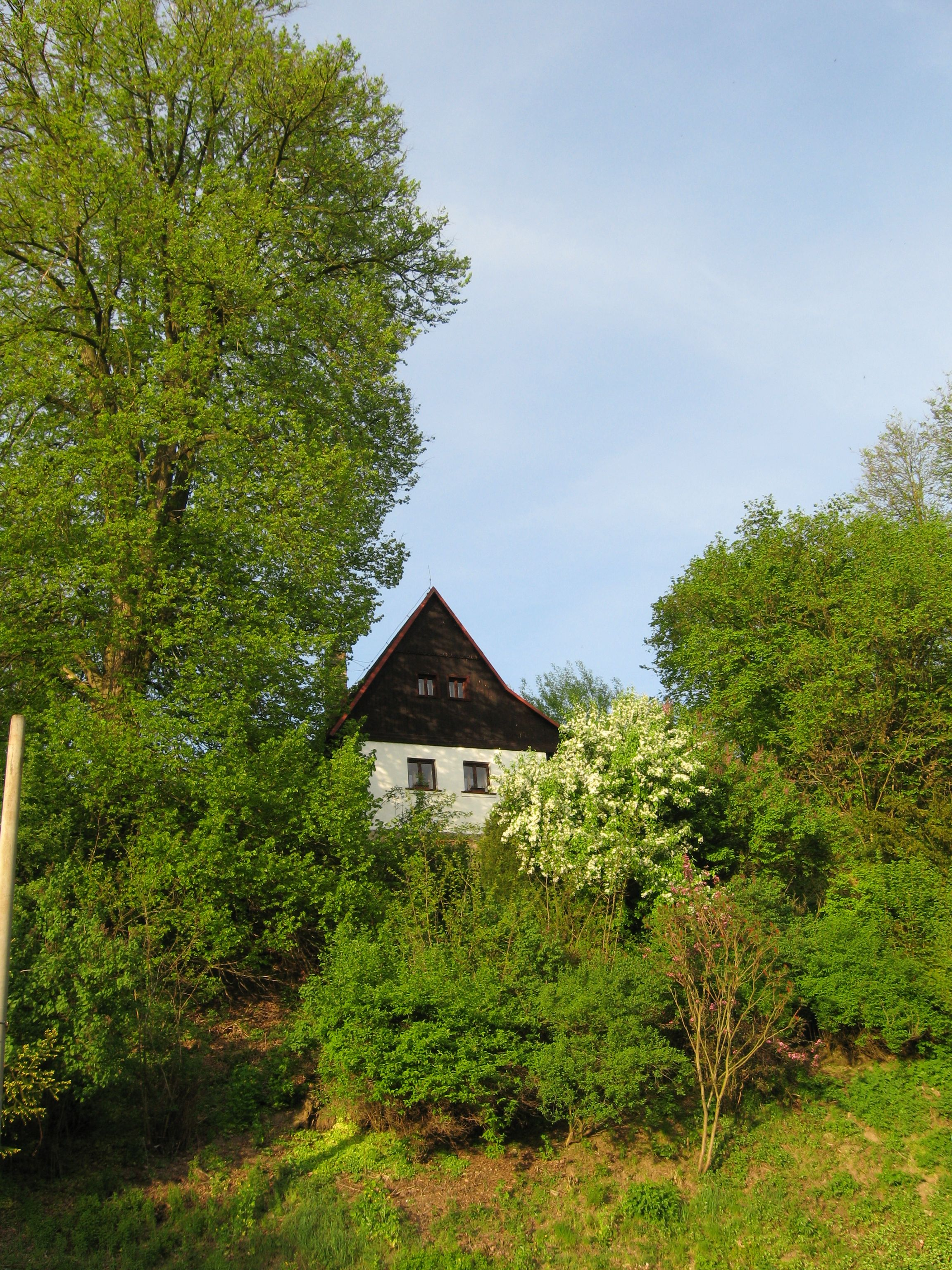
Památná lípa nad koupalištěm u chalupy č. 10

Na katastrálním území obce roste několik památkově chráněných či významných stromů:
- Šimonova borovice (Pinus sylvestris)

Je nejmohutnější chráněné borovice v kraji. Roste v úvozu mezi poli, přibližně 1 km směrem k obci Kobyly. Strom byl vyhlášen za památný jakožto biologicky významný v r. 1993. Jeho stáří je odhadováno na 200 let. Borovice byla bohužel poškozena bleskem, takže koruna od vrchu začala prosychat, v posledním období opět regeneruje.
- Lípa malolistá '(Tilia cordata)

Roste ve stráni nad obecní požární nádrží – koupalištěm, v bezprostřední blízkosti domu č. 10. Stáří je odhadováno na 200 let. Vyhlášena za památný strom počátkem r. 2009. Po silné červencové bouři v témže roce byla poškozena. Následně musel být proveden zásah, při němž došlo ke zkrácení větví odbornou arboristickou firmou a snížení celkové hmotnosti, který se opakoval v říjnu 2014.

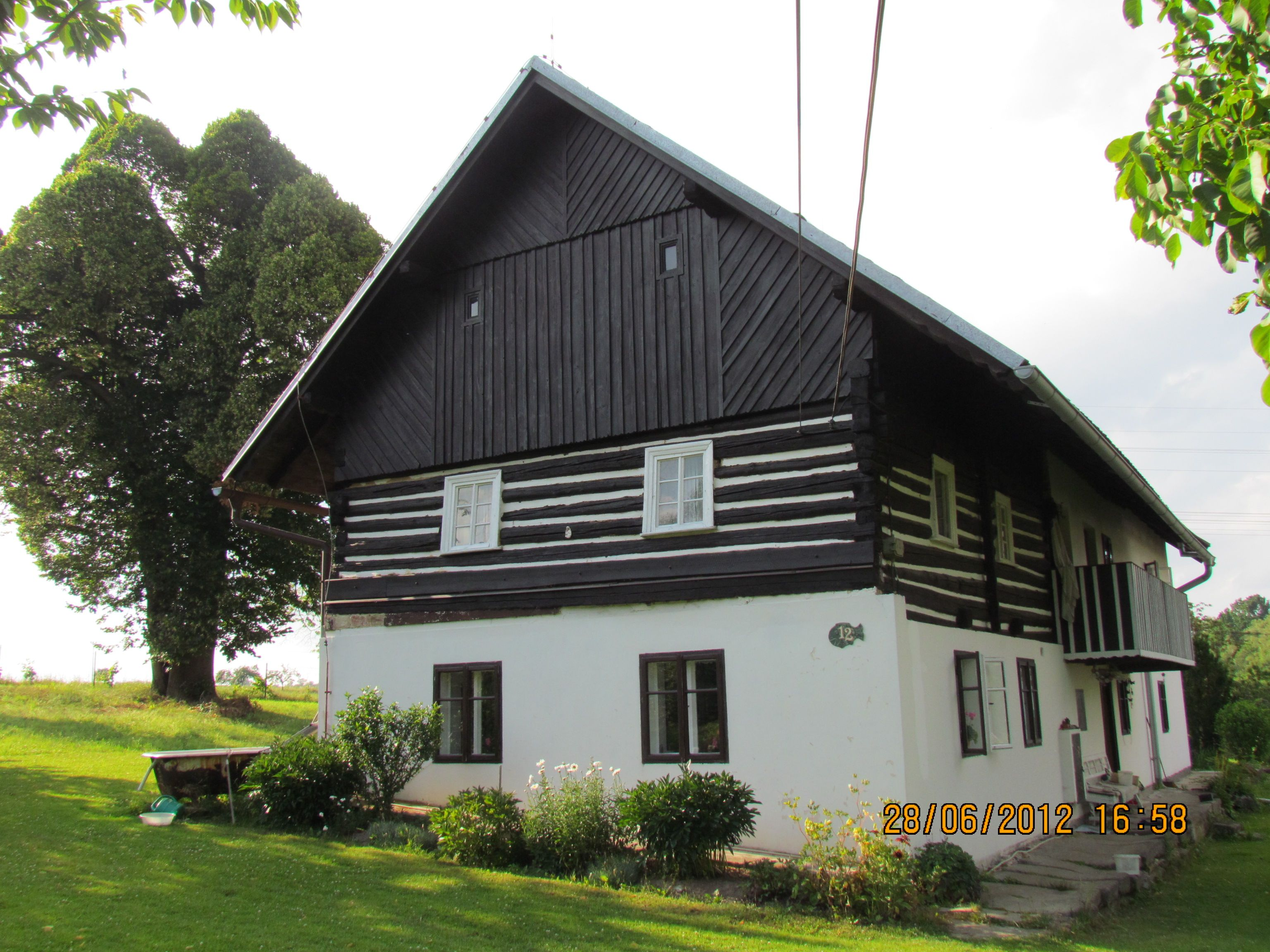
Chalupa U Tomsů č. 12 s lípou

Vzhledem podobný jedinec lípy malolisté, zřejmě stejného stáří, roste téměř symetricky přes údolí, za domem č. 12. Tento strom byl v r. 2011 zasažen při bouři bleskem a následný oheň poškodil částečně dutinu stromu. Pro své stáří a majestátnost se řadí mezi významné stromy, i když není památkově chráněný.
- Lípa svobody (Tilia cordata)

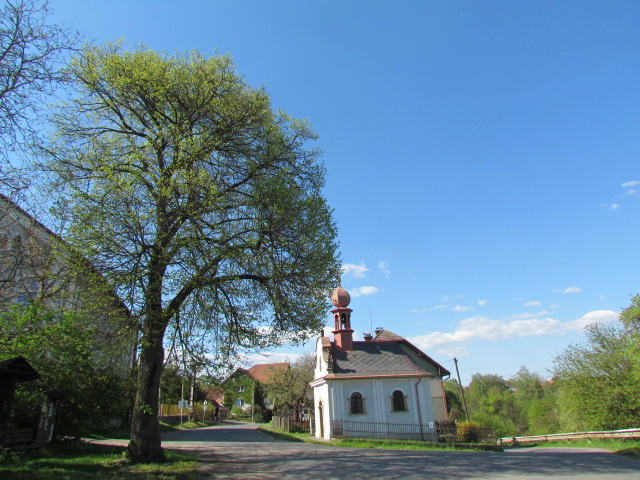
Lípa svobody a kaple sv. Jana Nepomuckého

Roste proti kapli sv. Jana Nepomuckého ve středu Soběslavic. Nevyznačuje se vysokým věkem ani vzrůstem, není památkově chráněna. Představuje však historicky významný strom, který byl vysazen na paměť konce první světové války, jakožto symbol samostatnosti Československa.
- Skupina lip (Tilia cordata) u kapličky v Padařovicích

Jejich stáří je odhadováno na 100–200 let. Vyhlášeny byly jako památné stromy a součást kulturní památky v lednu 2009.
- Dub letní (Quercus robur) v rokli u Padařovic

Mohutný dub, vysazený zřejmě jako hraniční. V krajině příliš nevyniká, neboť roste v terénním zlomu. Vzhledem k rozměrům ho lze zařadit mezi stromy významné.

## Spolková činnost
Rozvoj spolkové činnosti je historicky spojen s oživením hospodářského života na vesnici v druhé polovině devatenáctého století.
V r. 1895 bylo v Soběslavicích schváleno založení Divadelní jednoty Záboj, čímž se rozvinula bohatá činnost ochotnického divadla. Hrálo se v hostinci u Šimonů. Po první světové válce došlo k oživení ochotnického divadelnictví, mj. i díky zrušení cenzury. Hrály se i náročnější hry, k nimž v r. 1920 patřila hra Jan Výrava, druhou nastudovanou se stala Jiráskova Lucerna a následovala další představení. Na organizování divadelních představení, besídek a dalších akcích se významně podíleli místní učitelé.
V r. 1908 byl založen spolek Agrární dorost. Soustřeďoval mládež dychtící po vzdělání. Činnost byla zaměřena na získávání znalostí o zemědělství, o pokrokových metodách, či chovu ušlechtilých plemen dobytka. Po první světové válce byl založen spolek Dorost. Při setkáních mládeže se četly odborné časopisy, pořádaly se taneční zábavy a plesy. Dorost se později rozšířil o Selskou jízdu.
Ve stejném období se oživil i hudební život. Místní muzikanti hráli na plesech, různých slavnostech, ale i při pohřbech (doprovázeli smuteční průvod přes rokle až do Vlastibořic).

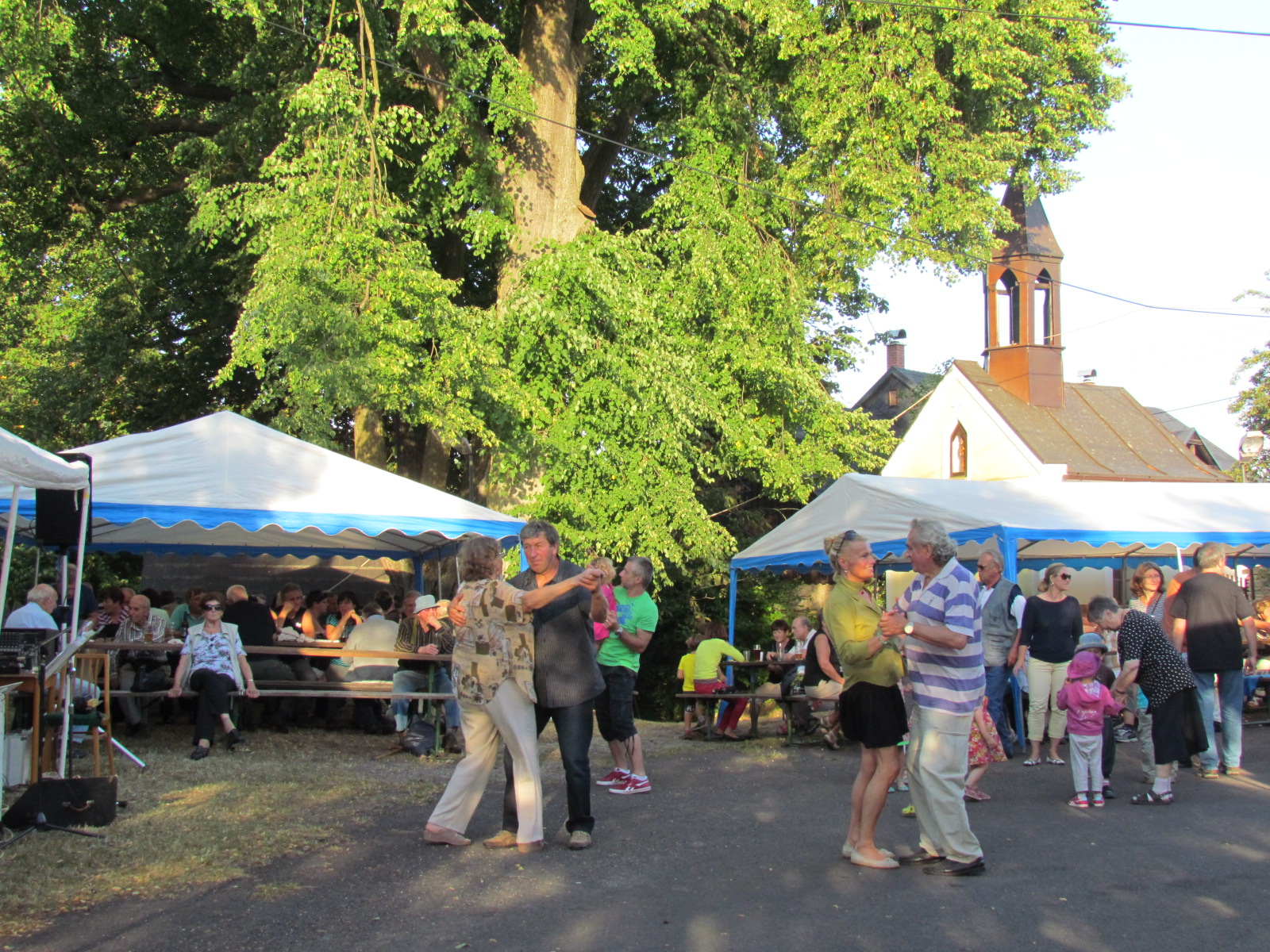
Padařovice – letní akce Pod lipami

V 1887 vznikl Sbor dobrovolných hasičů, který byl společný pro obce Vlastibořice, Kamení a Soběslavice. V r. 1890 pak byl ustaven samostatný Sbor dobrovolných hasičů v Soběslavicích, který přináležel k Župě pojizerské. V r. 1892 byla vytvořena na podnět soběslavických hasičů nová Župa poještědská. Hlavní poslání sboru bylo v době vzniku nesmírně důležité, vzhledem k častým požárům na vesnicích, k čemuž přispívala dřevěná stavení krytá došky a způsob svícení, i blesk. Od svého vzniku byl hasičský sbor velmi činný i po stránce společenského života v obci. Již v r. 1890 uspořádal svůj první ples, který se stal pak každoroční tradicí. Zástupci sboru se zúčastnili v r. 1891 a 1895 sjezdů Českoslovanského hasičstva v Praze. Velkou událostí se stala účast na vítání císaře Františka Josefa I. na turnovském nádraží prvého října 1891. V r. 1898 se konal v Soběslavicích sjezd Župy pojizerské za účasti téměř 300 hasičů ve stejnokrojích. Po první světové válce došlo k oživení spolkových činností. Hasičský sbor v Soběslavicích v tomto směru úzce spolupracoval se spolkem Záboj. K utlumení došlo za druhé světové války, jednak v důsledku potlačování spolkového života českého, včetně nošení symbolů, jednak omezováním přídělů v oblasti materiální (např. benzinu). Po skončení války se činnost sboru znovu oživila. V r. 1953 došlo ke změně názvu – celostátní organizace nesla nově název Československý svaz požární ochrany. Obsah činnosti se ale podstatně nezměnil. Soběslavický sbor se úspěšně účastnil různých soutěží a postupně obnovoval své vybavení. Po revolučních změnách v r. 1989 došlo na republikovém sjezdu v r. 1990 k návratu k původnímu označení a k vytvoření Sdružení hasičů Čech, Moravy a Slezska. V r. 1997 oslavil Sbor dobrovolných hasičů v Soběslavicích 110. výročí svého trvání (od ustavení společného Sboru s okolními obcemi) a při této příležitosti byla vydána brožurka shrnující historii sboru od jeho založení. Větší oslavy s ukázkou hasičských disciplín a okrskovou soutěží se konaly v květnu 2015 při příležitosti 125. výročí samostatného soběslavického sboru, kdy byla nákladem obce vydána rovněž brožurka zaměřená především na fotografickou dokumentací. Sbor nadále, kromě svého hlavního poslání, sehrává důležitou úlohu jako iniciátor, organizátor či spoluorganizátor četných společenských akcí v obci. Patří k nim každoročně pořádané koncerty Pod lipami v Padařovicích na přelomu července a srpna (dechovka – od r. 1995, a country), které přitahují řadu zájemců i z širšího okolí. Další každoroční akcí je prvomájový průvod a následné posezení u koupaliště za hudebního doprovodu přizvané kapely. Příležitostně jsou pořádány koncerty pozvaných skupin a souborů.
Obecní knihovna
Sídlí v budově bývalé školy. Knihy se půjčují jednou týdně. Knižní fond byl v r. 2015 digitalizován. Knihovna úzce spolupracuje s Krajskou vědeckou knihovnou v Liberci a má své vlastní webové stránky. Kromě půjčování knih patří do činnosti organizování kurzů v různých zájmových dovednostech pro děti i ženy, zpravidla před tradičními svátky a v návaznosti na zvyky s nimi spojenými. Ve spolupráci s hasičským sborem se slaví Dětský den. V posledních letech zaujaly besedy spojené s promítáním (poznatky z cest do zahraničí, zajímavosti regionu) přizvaných hostů i místních obyvatel či chalupářů.
Obec organizuje každoročně v březnu sousedské posezení pro důchodce a chalupáře, kde starosta obce informuje o událostech a hospodaření v předchozím roce. Nově se ujala tradice zpívání koled u kaple sv. Jana Nepomuckého v předvečer Štědrého dne a putování po okolních roklích na Štědrý den dopoledne.

## Členění a samospráva, obyvatelstvo
V důsledku změny územního uspořádání státu v roce 1960 přešly Soběslavice z turnovského okresu pod okres liberecký a Severočeský kraj. V roce 1980 byla původně samostatná obec přičleněna k sousednímu Pěnčínu. Dne 1. září 1990 získala opět samostatnost. Zařazena je do Libereckého kraje. Obec Soběslavice má dvě části, vlastní Soběslavice (s osadou Stráňov) a Padařovice (včetně osad Klučky a Kordovka). Počátkem roku 2016 měla obec 169 obyvatel (z toho 5 obyvatel ve věku přes 90 let).
Obec je členem Euroregionu Nisa a Mikroregionu Jizera.